# Thomas Holland (1e graaf van Kent)

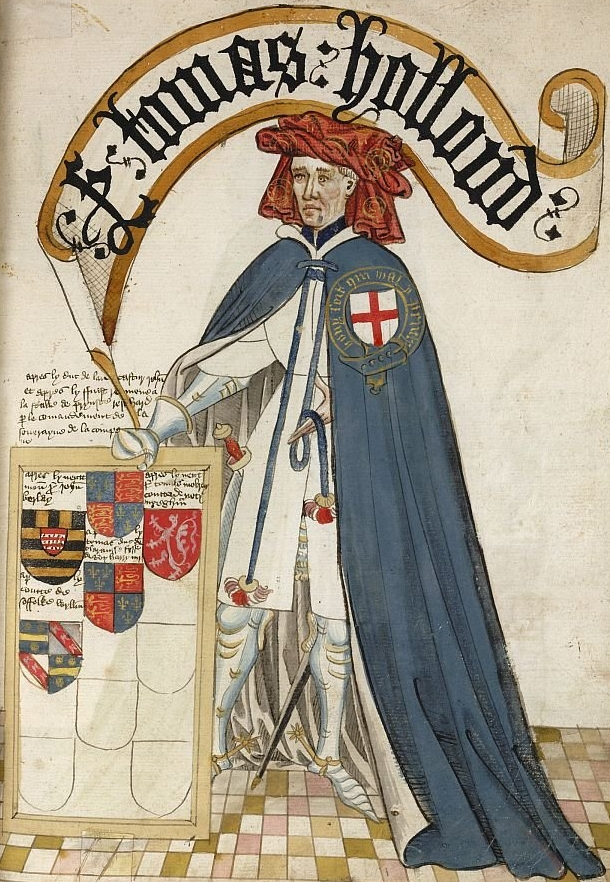
Thomas Holland

Thomas Holland (ca. 1314 - 26 december 1360) was een zoon van Robert Holland en van Maud van Zouche. Hij was afkomstig uit de familie Holland, uit de hoge adel van Lancashire. Bij het begin van zijn militaire loopbaan, vocht hij in Vlaanderen. Hij nam in 1340 deel aan een Engelse krijgstocht in Vlaanderen en werd onder de leiding van Jan van Artevelde naar Bayonne gestuurd om er de grens van Gascogne tegen de Fransen te beschermen. Hij werd een der eerste ridders in de orde van de kousenband.
In 1346 diende hij Eduard III van Engeland in Normandië onder leiding van Thomas van Beauchamp, hij nam de stad Caen in en maakte Rudolf I van Brienne, connétable van Frankrijk tot krijgsgevangene. In de slag bij Crécy was hij een der belangrijkste bevelvoerders van het bataljon van Eduard de Zwarte Prins en nam vervolgens deel aan het beleg van Calais. Rond deze tijd huwde hij in het geheim met Johanna van Kent, dochter van Edmund van Woodstock, graaf van Kent, een kleindochter van Eduard I van Engeland. Tijdens zijn afwezigheid in  het buitenland huwde Johanna onder druk van haar familie met William Montagu, 2de graaf van Salisbury). Dit huwelijk werd in 1349 nietig verklaard, toen Thomas Holland het bestaan van een eerste huwelijk kon bewijzen. Van 1353 tot 1356 zetelde hij in het Engelse parlement als baron Holland.
In 1354 was hij luitenant van de hertog in Bretagne tijdens de minderjarigheid van Jan IV, en in 1359 was hij kapitein-generaal van alle Engelse bezittingen op het continent. Bij de dood van zijn schoonbroer, Jan, werd hij zelf graaf van Kent. Zijn weduwe hertrouwde later met Eduard de Zwarte Prins, en werd de moeder van Richard II van Engeland.

## Kinderen
- Thomas (1350-1397), graaf van Kent,
- Johanna (1350-1384), gehuwd met Jan IV van Bretagne,
- Jan (1352-1400), hertog van Exeter,
- Maud (overleden 1392), in 1363 gehuwd met Hugo van Courtenay (overleden 1373), met Walram III van Luxemburg-Ligny (1357-1415).